# Молодіжна збірна Люксембургу з футболу
Молодіжна збірна Люксембургу з футболу — національна футбольна збірна Люксембургу гравців віком до 21 року, яку контролює Федерація футболу Люксембургу. Молодіжна збірна Люксембургу жодного разу не потрапляла до фінальної стадії молодіжного чемпіонату Європи.

## Молодіжний чемпіонат Європи
- 1972 — 1976 — не брала участі
- 1978 — 2025 — не пройшла кваліфікацію